# Ron Horton
Ron Horton (* 1960 in Bethesda, Maryland) ist ein US-amerikanischer Jazz-Trompeter.

## Leben und Wirken
Horton besuchte von 1978 bis 1980 das Berklee College of Music in Boston. 1982 kam er nach New York City, wo er als langjähriges Mitglied von Jane Ira Blooms Band (1983 bis 2000) fester Bestandteil der Jazz-Szene wurde. Daneben war er seit dessen Gründung 1992 Mitglied des New Yorker Jazz Composers Collective und des Herbie Nichols Project unter Frank Kimbrough und Ben Allison. Von 1998 bis 2003 war er zudem Mitglied des Sextetts von Andrew Hill, zu hören auf dessen Album Dusk (1999).
Horton arbeitete als Sideman mit Ted Nash, Allan Chase, Bill Mays, Jon Gordon, Andy Laster, Phillip Johnston, Matt Wilson, Roberta Piket, Rez Abbasi, Walter Thompson, Pete Malinverni, Jamie Baum, Bill Gerhardt, Rich Rosenzweig, John McKenna, Michael Jefry Stevens, Peggy Stern und anderen. 1999 erschien seine erste CD als Bandleader, der weitere folgten.
Daneben gab Horton Meisterklassen und Workshops an der New School in New York, dem New England Conservatory in Boston, der University of North Carolina und der Oxford University.

## Diskographie
- Genius Envy mit Jane Ira Bloom, John McKenna, Frank Kimbrough, Ben Allison, Rich Rosenzweig, 1999, OmniTone
- Subtextures mit Frank Kimbrough, Ben Allison, Matt Wilson, 2002
- Everything In a Dream mit John O’Gallagher, Tony Malaby, Frank Kimbrough, Michael Sarin, Masa Kamaguchi, John Hébert, 2005, Fresh Sound